# Provincia di Loroum
La provincia di Loroum è una delle 45 province del Burkina Faso, situata nella Regione del Nord. Il capoluogo è Titao.

## Struttura della provincia
La provincia di Loroum comprende 4 dipartimenti, di cui 1 città e 3 comuni:

### Città
- Titao

### Comuni
- Banh
- Ouindigui
- Sollé